# Señorío de Huaylas
El señorío de Huaylas fue una entidad política autóctona que existió en la sierra central del antiguo Perú entre aproximadamente los siglos XIII y XV. Este territorio desempeñó un papel relevante en la organización sociopolítica local hasta su incorporación al Imperio inca.

## Ubicación
Se desarrolló en el Callejón de Huaylas, un valle interandino en el departamento de Áncash, en el norte del Perú, definido por el curso del río Santa y limitado por las cordilleras Blanca y Negra. Este valle está compuesto por territorios que corresponden en la actualidad a varias provincias de Áncash.

## Etimología
El nombre «Huaylas» proviene del quechua huaylla, que significa prado o verdor. Según registros coloniales tempranos, el término aparece vinculado a expresiones como tierra primaveral o valle verde —«Huayllash»— tal como lo documentó Diego González Holguín en su Lexicón de la lengua general del Perú publicado en 1560.

## Organización sociopolítica
Tras el colapso del Imperio Wari, emergieron diversas entidades regionales. El señorío de Huaylas surgió en el Callejón de Huaylas, dividido en tres grupos territoriales: Huaylas (Tocas, Huaylas, Matos, Guambo, Ecash y Rupa), Huaraz (Allauca Guaraz e Icho Guaraz) y Recuay (Ichopomas, Allaucapomas, Ichochonta, posiblemente Marca).
Posteriormente, esta región fue fragmentada en dos mitades, denominadas Hanan Huaylas y Hurin Huaylas, tal como lo evidencian fuentes coloniales y estudios modernos. Cada sector contaba con sus respectivos curacas y estructuras administrativas.

## Incorporación al Imperio inca
Durante el periodo final del señorío, la expansión inca fue determinante para su desaparición como entidad autónoma. El Imperio inca, bajo Túpac Yupanqui y Huayna Cápac, logró conquistar Huaylas entre 1470 y 1490. Esta anexión implicó la destrucción o reasignación de centros de poder locales como Pumacayán, así como la reorganización política impuesta por el Cusco imperial.

## Patrimonio arqueológico

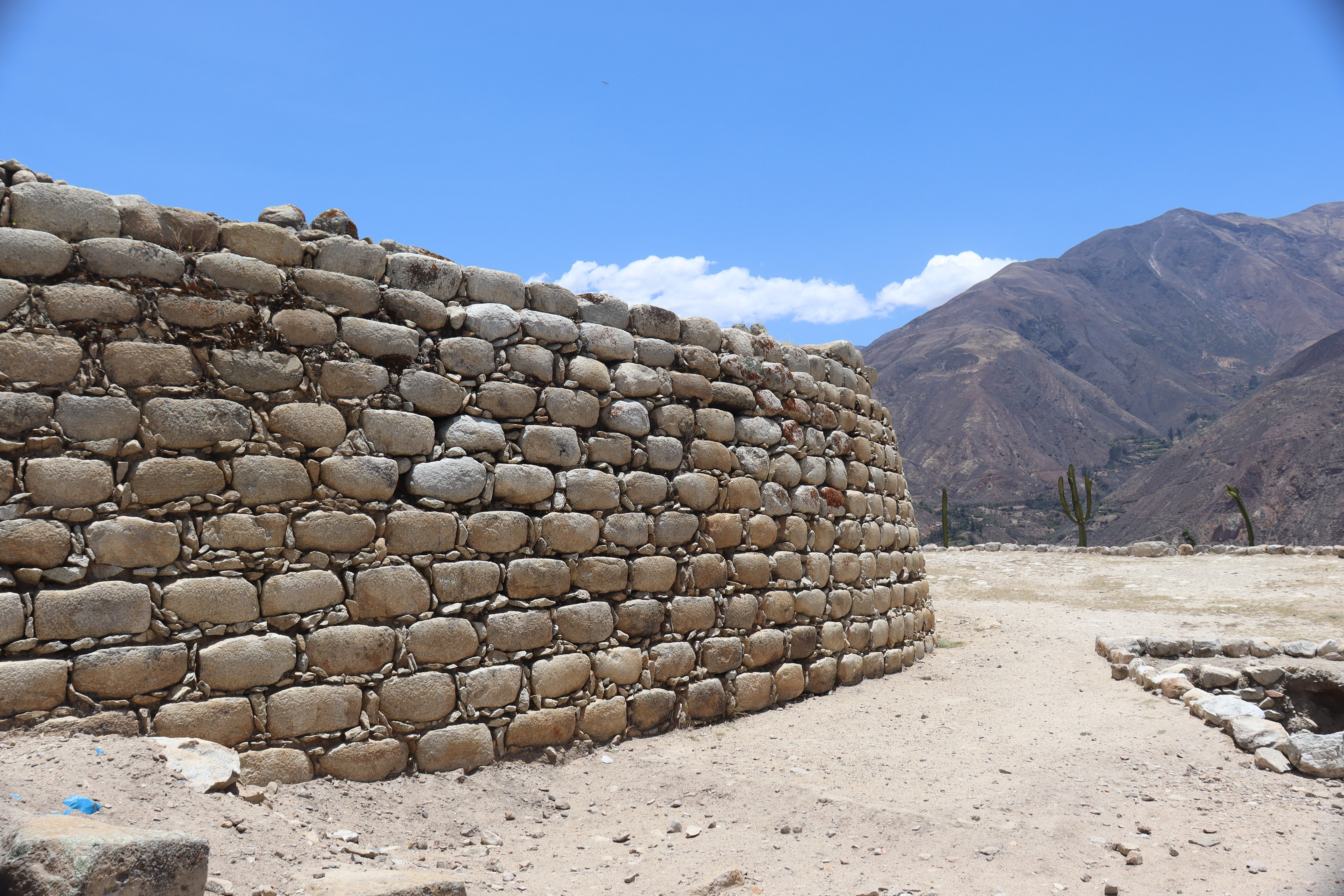
Tumshucaico Construcción

El legado material del señorío se vincula a estructuras anteriores o contemporáneas como Huilcahuaín, un sitio arqueológico a unos 7 km al noreste de Huaraz, considerado mausoleo o chullpa con influjo de las culturas Recuay y Huari. Su edificación de tres pisos incluye diversas habitaciones y sistemas de ventilación. También se encuentra próximo el complejo de Ichic Willkawain, con torres funerarias de similares características que datan del período huari.

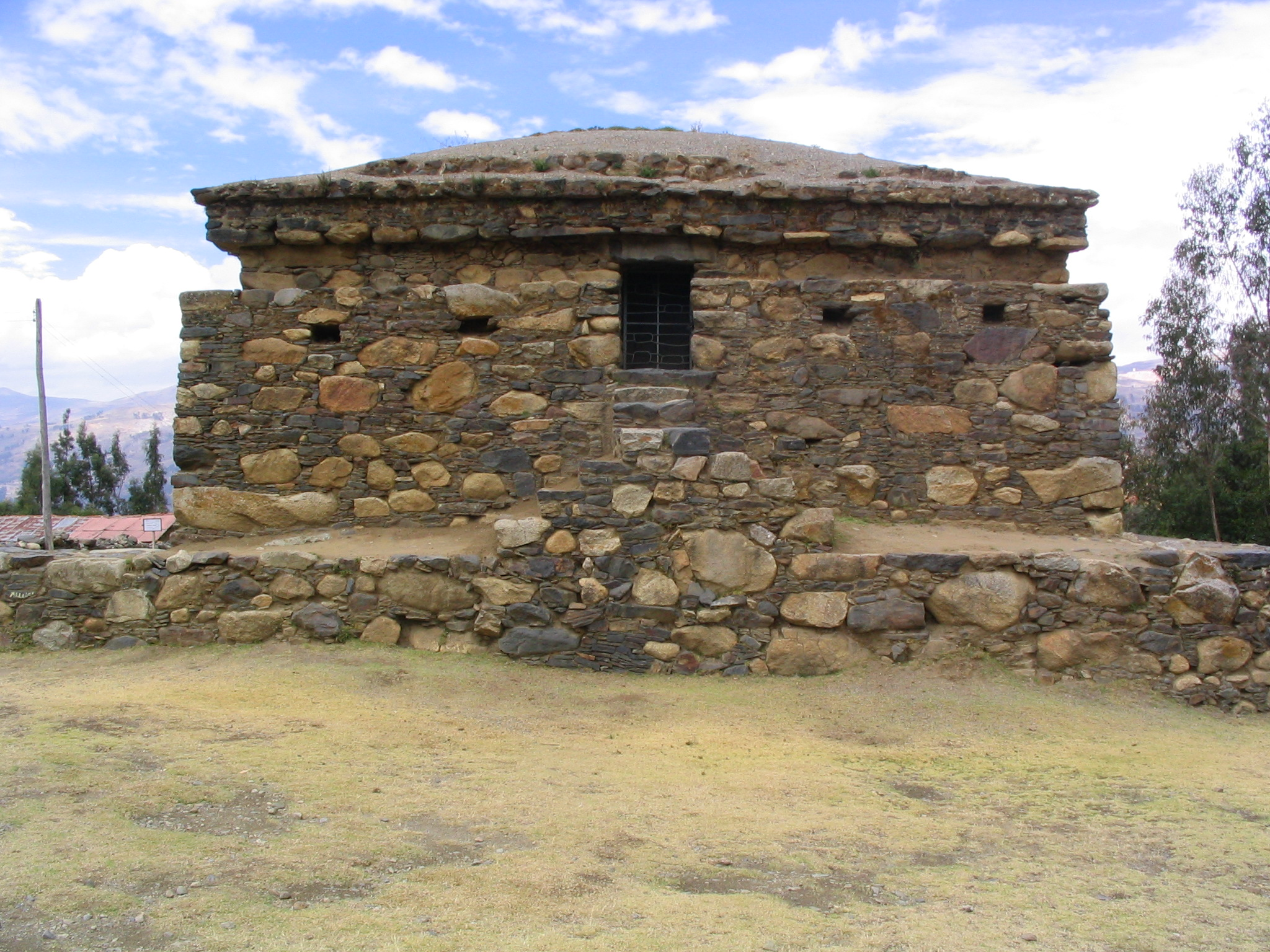
Huilcahuaín construcción

Asimismo, en la provincia de Huaylas, cerca de Caraz, se ubica Tumshukaico, sitio arqueológico en investigación reciente, cuyas estructuras circulares de terrazas y escalinatas revelan ocupaciones del Precerámico tardío con vestigios Recuay o Huaylas del Intermedio temprano.

## Legado
La organización sociopolítica del señorío como entidad intermedia entre las culturas preincaicas y el dominio incaico evidencia una rica complejidad regional.